# فاسيليكا (ثيسالونيكي)
فاسيليكا (Βασιλικά) هي مدينة في مقاطعة سالونيكي في اليونان.
تبعد فاسيليكا حوالي 28 كم جنوب شرق مدينة سالونيك في وادي أنتيموندا على ارتفاع 75 مترً وتشكل مع لاكيا كومونة بلدية فاسيليكا التي ينتمي إلى بلدية فاسيليكا التابعة لبلدية ثيرمي ويبلغ عدد سكانها 3,652 نسمة حسب تعداد 2011.
يعود أول ذكر معروف لاسم فاسيليكا في المصادر إلى عام 1094 ويأتي من وثيقة كنسية. كانت من أهم قرى ناحية كالاماريا طوال فترة الحكم التركي وانتمت إلى ما يسمى بقرى الملح. أصبحت القرية وقفاً تابعاً لمسجد أتيك في سالونيك.
في 9 يونيو 1821، اندلعت معركة العائلة المالكة أو «معركة سكوتودية»، حيث سقط النقيب ستاموس خابساس مع 68 مقاتلاً وأسفرت عن حرق القرية بالكامل في 9 يونيو 1821. على بعد بضعة كيلومترات خارج فاسيليكي يوجد دير أجيا أناستاسيا فارماكوليتريا البيزنطي والنصب التذكاري تكريما للكابتن خابساس وقتلى معركة فاسيليكي.

## السكان
| التعداد | السكان |
| ------- | ------ |
| 1913    | 2.510  |
| 1920    | 2.280  |
| 1940    | 2.783  |
| 1951    | 2.998  |
| 1961    | 3.331  |
| 1971    | 2.778  |
| 1981    | 2.858  |
| 1991    | 3.332  |
| 2001    | 4.163  |
| 2011    | 3.762  |